# Alton Lister
Alton Lavelle Lister (Dallas, 1º ottobre 1958) è un ex cestista e allenatore di pallacanestro statunitense, professionista nella NBA e in Italia.

## Carriera
Venne selezionato dai Milwaukee Bucks al primo giro del Draft NBA 1981 (21ª scelta assoluta).

## Palmarès
- Quarantunesimo miglior stoppatore di sempre NBA